# Teheránská univerzita

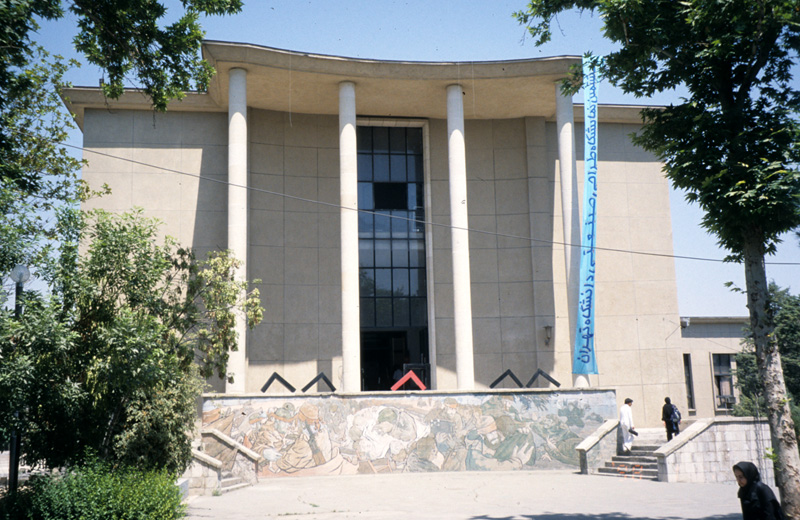
Teheránská univerzita, fakulta užitého umění & architektury

Teheránská univerzita (دانشگاه تهران‎) je nejstarší a největší íránská univerzita sídlící v Teheránu.
Byla založena v roce 1934 z popudu Rezy Šáh Pahlavího sjednocením dosavadních vzdělávacích institucí. Od počátku byly ke studiu přijímány i ženy.

## Fakulty
V roce 1934 měla univerzita šest fakult:
- teologická fakulta
- přírodovědecká fakulta
- literární, filozofická a pedagogická fakulta
- lékařská fakulta
- technická fakulta
- právnická, politologická a ekonomická fakulta

Později byly založeny:
- fakulta užitého umění, hudby a architektury (1941)
- veterinární fakulta (1943)
- zemědělská fakulta (1945)
- fakulta podnikové ekonomiky (1954)
- fakulta pedagogiky (1954)
- fakulta pro přírodní zdroje (1963)
- fakulta národního hospodářství (1970)
- fakulta moderních jazyků (1989)
- fakulta životního prostředí (1992)
- sportovní fakulta

## Známí absolventi
- Jalal Al-e Ahmad, spisovatel

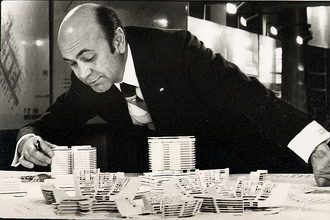
architekt Heydar Ghiai, 1977

- Širín Ebadiová (* 1947), právnička a aktivistka
- Heydar Ghiai, architekt
- Behzad Ghorbani (* 1971), zoolog
- Mahdí Karrúbí, politik
- Abbás Kiarostamí (1940–2016), scenárista a režisér
- Hassan Ali Mansour (1923–1965), politik
- Shahrnush Parsipur (* 1946), spisovatelka
- Mohsen Rezáí, politik
- Ezatollah Sahabi (1930–2011), politik
- Parviz Varjavand († 2007), archeolog
- Ehsan Yarshater (* 1920), vydavatel íránské encyklopedie
- Lotfi Zadeh (1921–2017), matematik a inženýr